# Pato Lucas
El Pato Lucas (Daffy Duck en su versión original) y Pato Daffy en el doblaje original,  surgió el 17 de abril de 1937. Es un personaje ficticio de Warner Bros. que aparece en distintos cortometrajes del programa de animación Looney Tunes, solo o en compañía de personajes como Bugs Bunny, Elmer Gruñón, Sam Bigotes, Porky Pig, Taz, El Gallo Claudio, Marvin el Marciano y Speedy Gonzales. De carácter avaro,  envidioso, con mal genio y charlatán de característica dicción, lo vemos desempeñando variados papeles (vendedor de seguros, héroe intergaláctico, suplantador o doble de Bugs Bunny, etc.) aunque todos sus planes terminan casi siempre en fracasos.
Sin embargo, cabe destacar que cuando se creó el personaje en el año 1937, apareciendo por primera vez en el corto Porky's Duck Hunt, este era solo bastante loco y no tenía nada de mal genio, por lo que además todo le salía bien como a Bugs Bunny.
En los cortometrajes originales del Pato Lucas de los años 30s y 40s dirigidos por Bob Clampett se puede apreciar que el personaje, que estaba acompañado por Elmer Gruñón, es un pato loco (de hecho Daffy quiere decir chiflado) que siempre gana, y que luego ya rediseñado por Chuck Jones, se encuentra con Bugs Bunny y es malvado, gruñón y desafortunado.
Sin embargo, en las más recientes representaciones del personaje en las series de televisión New Looney Tunes y Looney Tunes Cartoons, vuelve a su personalidad original, la de un pato loco, astuto y que siempre gana.

## Actores de voz

### Estados Unidos
- Mel Blanc (1937–1989)
- Jeff Bergman (1989–1993, 1997, 2002, 2004, 2007, 2011–2018)
- Joe Alaskey (1990–2014)
- Greg Burson (1990, 1992–1998)
- Maurice LaMarche (1991)
- Frank Gorshin (1996)
- Dee Bradley Baker (1996, 2008, 2016–2020)
- Billy West (1999)
- Sam Vincent (2001–2006)
- Jeff Bennett (2003–2004, 2007)
- Eric Bauza (2018–presente)

### Hispanoamérica
En la versión de habla hispana, el personaje ha tenido diferentes actores de doblaje que le han dado voz. El personaje fue interpretado por Víctor Manuel "El Güero" Castro en sus primeras apariciones, para luego ser reemplazado por Arturo Mercado. 
La voz del personaje recayó en Igor Cruz desde New Looney Tunes hasta la actualidad.
Otros actores que han interpretado a Lucas son: Sebastián Llapur, quien le dio voz en la película Looney Tunes: De nuevo en acción y en los primeros capítulos de Duck Dodgers, y Luis Alfonso Mendoza, quien fue la voz base del personaje en Duck Dodgers y lo interpretó en el especial navideño Lucas y el Espíritu de Navidad.
- Víctor Manuel ''El Güero'' Castro (1961–1971)
- Eduardo Arozamena Pasarón (1972)
- Antonio Passy (1968–1972)
- José María Iglesias (1968–1969)
- Jorge Arvizu (1968–1969)
- Arturo Mercado (1972–1996)
- Francisco Colmenero (1996–2003, 2014)
- Sebastián Llapur (2003–2011)
- Luis Alfonso Mendoza (2005–2011)
- Irwin Daayán (2011–2015, 2021-presente)
- Igor Cruz (2015–presente)

### España
En el país ibérico los cortometrajes clásicos de Looney Tunes siempre se habían distribuido con el doblaje al español neutro realizado en México. Sin embargo, en los años 80, la distribuidora Jimar-Maen S.A. realizó el primer doblaje al castellano de contenido de Looney Tunes. Este mismo fue realizado en Barcelona y se distribuyó mediante formato VHS, contando con las voces de Luis Posada Mendoza y Francisco Garriga como el Pato Lucas, siendo los primeros actores que le prestaron voz al personaje en España.
Posteriormente, en 1990, la TVE realizó un doblaje al castellano de la serie de televisión Merrie Melodies Starring Bugs Bunny & Friends, para ser transmitida por sus pantallas. Esta serie contaba con cortometrajes clásicos de Merrie Melodies, y en la versión para España, el actor Josep María Zamora prestó su voz al Pato Lucas.
Años más tarde, Warner Bros. empezaría a doblar contenido de Looney Tunes en España, empezando por la película para cines Space Jam en 1997, en la que el actor Juan Antonio Bernal prestó voz al personaje del Pato Lucas. Este mismo actor también doblaría al popular pato en redoblajes de algunos cortometrajes clásicos que produjo también Warner Bros.
En 1999 y por razones que se desconocen, los mismos cortos volvieron a sufrir un redoblaje, pero conservando a Juan Antonio Bernal, actor de doblaje que ha permanecido como la voz oficial del Pato Lucas en España hasta la actualidad, habiendo doblado al personaje tanto en películas, especiales, series y videojuegos.

## Historia

### Lucas de Bob Clampett
Lucas apareció por primera vez en el corto Porky's Duck Hunt, estrenado el 17 de abril de 1937. En dicho cortometraje, el popular pato aparece molestando a Porky, otro personaje de los Looney Tunes. Generalmente, en esta etapa, Lucas apareció en muchos cortos siendo el compañero de Porky, además de haberse topado también con Sam Bigotes y Elmer Gruñón, humillándolos con sus travesuras.
Lucas también ha tenido muchos cortometrajes de la Segunda Guerra Mundial, en los que aparecía humillando a Hitler.

### Lucas de Chuck Jones
El personaje pronto sería dibujado por Chuck Jones diseñando a Lucas más escuálido y desaliñado y también debido a que su fama pronto se vería reemplazada por la popularidad de Bugs Bunny(aunque hay versiones que dicen que quisieron borrar el legado de Bob Clampett, ya que tras su partida se les pidió a los otros directores que emularan su estilo y esto creó recelos...de hecho en posteriores homenajes nunca fue nombrado por el resto...) Lucas se volvería celoso, gruñón, avaro, inseguro y decidido y volver a tener el foco de atención, mientras Bugs permanece tranquilo y divertido o indiferente hacia los celos de Lucas, Lucas ha tratado de destronar al conejo pero la atención y la excitación de Lucas hace que Bugs siempre termina derrotando al pato y a menudo que aparece Elmer Gruñón en algunos episodios tratando de cazar al conejo o al pato, Bugs usa esto para hacer que Elmer le dispare al pato, a menudo desacomodando su pico, y Lucas a menudo en estos episodios dice la frase "¡Eres despreciable!". Hubo veces que se enfrentó y humilló a Taz por dinero.

### Programas protagonizados por Lucas
Lucas protagonizó la serie Duck Dodgers, una parodia de Buck Rogers. El Pato Estupor, una parodia de Superman, y Porky, aparecen generalmente como el compañero del Pato.
Lucas también protagonizó el corto Duck Amuck, en donde se ve siendo torturado por un animador que dibuja, borra, y lo diseña con muchas cosas malas. Al final se revela que el animador era Bugs Bunny.

### Junto a Speedy Gonzáles
Apareció como el antagonista de los episodios de Speedy González, quién se le refiere como "el pato loco". Aunque Lucas siempre trataba de matar a Speedy por pura maldad en varios cortos, Speedy siempre lo termina derrotando. 

### En el cine
Lucas apareció en la película ¿Quién engañó a Roger Rabbit?, utilizando su personalidad original y extravagante de Bob Clampett, compartiendo una escena con su homólogo y rival de Disney, el Pato Donald, con los dos tocando el piano juntos. También apareció en Space Jam y en Looney Tunes: De nuevo en acción, en donde Warner Bros. finalmente le dio su momento de gloria, dejando a Bugs Bunny como un personaje secundario. En Space Jam: A New Legacy usa su personalidad celosa y enojada mientras el esta en el mundo de DC dando vida a Superman junto con Porky pero pronto Bugs Bunny y LeBron James les piden ayuda para formar parte del equipo ya que Lucas se ofrece ser entrenador de baloncesto y viste con un traje.

### EnTiny Toons
Aquí aparece Plucky, el alumno del Pato Lucas. Es egoísta, ambicioso y envidioso como él. Aunque a diferencia de Lucas él es un poco más mesurado y tiende a tener buenas intenciones en algunas ocasiones.

### En Baby Looney Tunes
Vuelve a aparecer esta vez como un bebé en Baby Looney Tunes. Su personalidad en esta serie es similar a la creada por Chuck Jones, ya que a menudo Lucas solo quiere su beneficio personal. Cuando no obtiene lo que quiere, cree que lo tratan injustamente, sin darse cuenta de las molestias causadas por los demás, pero al final siempre demuestra que no tiene malas intenciones.

### EnLoonatics Unleashed
En esta serie aparece su descendiente Pato Peligro (Danger Duck en inglés), quien es interpretado por Jason Marsden. Al igual que Lucas, es avaro e impopular como él, a menudo tratando de demostrar que debe recibir atención, aunque a veces muestra su valía en el equipo.

### En El show de los Looney Tunes
Aparece en El show de los Looney Tunes, viviendo junto a Bugs Bunny. Según la sinopsis, Lucas se mudó junto a Bugs porque no podía pagar su alquiler. Él y Bugs son mejores amigos, pero a diferencia de las caricaturas originales, no son rivales. Si bien se ha presentado como un ser avaro, ruin, malhumorado, vanidoso, pretencioso, mentiroso y egoísta con mala suerte, en esta serie se ve que el personaje posee atisbos de conciencia y algo de escrúpulos. De esta manera, Lucas aporta sazón a una trama en la que él es parte vital, en su desarrollo. Contrario a lo que pudiese pensarse Lucas termina teniendo ciertas buenas intenciones y experiencias que lo hacen replantear sus desplantes, algo que a Bugs le agrada al ver como su amigo no cambia si no que aprende de experiencias.

### En New Looney Tunes
Lucas aparece en la nueva serie Wabbit / New Looney Tunes, con Dee Bradley Baker dándole voz. En esta serie, la personalidad original chiflada del Lucas de Bob Clampett (en lugar del enojado y avaro Lucas de Chuck Jones) regresa, adaptándose así mejor a sus raíces originales ''looney'' establecidas por Tex Avery. Sin embargo en algunos pocos episodios utiliza la personalidad narcisista y perdedora creada por Chuck Jones.

### EnLooney Tunes Cartoons
Al igual que en New Looney Tunes, la personalidad original chiflada del Lucas de Bob Clampett se mantiene, trayéndonos así momentos divertidos del personaje gritando y saltando como loco mientras se burla de Porky, Elmer, etc.

### En Duck Dodgers
En esta serie Lucas tiene un famoso alter ego conocido como Duck Dodgers que es una parodia de Buck Rogers. Se trata del Pato Lucas disfrazado de héroe espacial, siendo el protagonista de Duck Dodgers. Lucas termina siendo congelado en el tiempo y termina siendo descongelado en el futuro, en el que se convierte en un héroe a menudo ayudado por el joven cadete espacial que no es otro que Porky, aunque todo cambia cuando Dodgers logra salvar a la tierra de un ataque a marte. El antagonista habitual es Marvin el Marciano aunque sus planes malignos terminan siempre frustrados por el dúo. Lucas también se enfrenta allí a enemigos suyos como Elmer Gruñón ,Taz y Sam Bigotes.

### EnMortal Kombat Legends: La venganza de Scorpion
En los primeros segundos de la película, vemos el conocido logo de Warner Bros. acompañado por el Pato Lucas. Poco después aparece Scorpion, que con su característica frase ‘get over here!’ ("¡Ven Aqui!") toma al icónico personaje de caricaturas para arrastrarlo, presumiblemente, al Netherealm.

## Premios y reconocimientos
En el año 2003 "TV Guide" mostró la lista de “las 50 mejores caricaturas”, quedando el Pato Lucas en el puesto número 14 de las 50 mejores caricaturas.

## Frases comunes
En la serie animada Los Simpson, Abe Simpson lo cita como uno de sus amigos relacionados con el Partido Comunista de Estados Unidos, en clara referencia a la era McCarthy.
Al igual que Bugs Bunny, Lucas también tiene una famosa frase característica: ''¡Eres despreciable!'', frase con la que siempre arremete contra Bugs. Curiosamente, y en modo de referencia, en la serie animada de DC Comics 'Liga de la Justicia', el personaje Joker utiliza dicha frase contra Batman. Su otra frase es gritar ''Woo hoo'' mientras corre o salta frenéticamente en su versión chiflada.
La razón por la que hicieron el diseño de Lucas más desaliñado fue para contrarrestar el diseño de su eterno rival de Disney, el Pato Donald.
Cuando un cazador le dispara con su escopeta, el pico de Lucas adopta diferentes posiciones, llegando en ocasiones a terminar en el suelo o salir volando por los aires, o su pico tomando chuscos lugares. Luego de eso Lucas vuelve a acomodarlo a su posición original.